# Gastroenteritida
Gastroenteritida je onemocnění charakterizované zánětem („-itida“) trávicí soustavy postihujícím jak žaludek („gaster, ventriculus“-), tak tenké střevo („intestinum tenue“-) a způsobujícím v konečném důsledku kombinaci průjmu, zvracení, křečí a bolestí břicha. Pro gastroenteritidu se rovněž používá název žaludeční viróza. Ačkoli toto onemocnění nemá žádnou spojitost s chřipkou, bývá označováno také jako žaludeční chřipka a střevní chřipka.
V celosvětovém měřítku je většina případů onemocnění dětí způsobena rotavirem. U dospělých bývá běžnější příčinou norovirus a bakterie rodu Campylobacter. Méně obvyklými příčinami jsou infekce vyvolané jinými bakteriemi (či jejich toxiny) a parazity. K přenosu může dojít i v důsledku konzumace nesprávně připraveného jídla či kontaminované vody nebo prostřednictvím blízkého kontaktu s nakaženými osobami.
Základem léčby je adekvátní hydratace. U mírných až středně těžkých případů onemocnění toho lze obvykle dosáhnout prostřednictvím podávání orálního rehydratačního roztoku. U závažnějších případů může být zapotřebí aplikace nitrožilního roztoku. Gastroenteritida postihuje především děti a osoby žijící v rozvojových zemích.

## Pojmenování
Výraz „gastroenteritida“ byl poprvé použit v roce 1825. Předtím bylo onemocnění přesněji označováno mimo jiné jako tyfová horečka nebo „cholera morbus“ či obecněji jako „svírání vnitřností“, „přesycení“, „kolika“ nebo „střevní potíže“ – a našli bychom celou řadu dalších zastaralých označení akutního průjmu. Gastroenteritida je spojována i s mnoha hovorovými názvy, mimo jiné „Montezumova pomsta“, „dillíské potíže“ (Delhi belly), „la turista“ nebo „úprk k zadním dveřím“ (česky také běhavka).

## Symptomy a příznaky

Typ 7 na Bristolské škále typů stolice indikuje průjem.

Gastroenteritidu většinou doprovází jak průjem, tak zvracení, méně často pak jen jedno či druhé. Mohou se rovněž objevit křeče v břišní oblasti. Příznaky a symptomy se obvykle projevují do 12–72 hodin po přenosu původců infekce. Je-li onemocnění způsobeno virem, obvykle odezní do jednoho týdne. Někteří viroví původci onemocnění mohou být také příčinou horečky, únavy, bolestí hlavy a bolestí svalů. Pokud je stolice krvavá, virový původ  je mnohem méně pravděpodobný než bakteriální. Některé bakteriální infekce mohou být provázeny prudkou bolestí břicha a mohou trvat až několik týdnů.
Děti nakažené rotavirem se z nemoci zcela zotaví obvykle do tří až osmi dnů. V chudých zemích je však léčba závažných infekcí často nedostupná a přetrvávající průjem je tak obvyklým jevem. Běžnou komplikací doprovázející průjem je dehydratace. U dítěte trpícího závažným stupněm dehydratace může dojít k prodloužení času kapilárního návratu, snížení pružnosti pokožky a abnormálnímu dýchání. Pro oblasti se špatnou hygienou a podvýživou jsou typické opakované infekce, které v konečném důsledku mohou vést k zakrnělému vzrůstu a dlouhodobému zpoždění kognitivního vývoje.
U 1 % osob, které prodělaly infekci zapříčiněnou bakteriemi rodu Campylobacter, se posléze projeví reaktivní artritida, u 0,1 % nakažených pak Guillainův–Barrého syndrom. V důsledku nákazy bakteriemi Escherichia coli nebo bakteriemi rodu Shigella, produkujícími Shiga toxin, se může objevit hemolyticko-uremický syndrom (HUS) a v konečném důsledku vést až ke sníženému počtu krevních destiček, špatné funkci ledvin a sníženému počtu červených krvinek (v důsledku jejich rozpadu). U dětí se HUS rozvine mnohem častěji než u dospělých. Některé virové infekce mohou způsobit benigní dětské záchvaty.

## Příčina
Hlavními příčinami gastroenteritidy jsou především viry (zejména rotavirus), bakterie Escherichia coli a bakterie rodu Campylobacter. Existuje však i mnoho jiných činitelů infekčního rázu, které mohou toto onemocnění způsobit. S neinfekčními příčinami se sice příležitostně setkáváme, jsou ale méně pravděpodobné než příčiny virového či bakteriálního původu. Riziko nákazy je vyšší u dětí, a to z důvodu nedostatečné imunity a relativně špatné hygieny.

### Virový původ
K virům, o kterých je známo, že gastroenteritidu způsobují, patří rotavirus, norovirus, adenovirus a astrovirus. Rotavirus je nejběžnější příčinou gastroenteritidy u dětí a frekvence jeho výskytu je přibližně stejná v rozvinutých i rozvojových zemích. Viry stojí za přibližně 70 % dětských infekčních průjmů. Díky získané imunitě je rotavirus u dospělých méně běžnou příčinou nemoci.
V Americe je norovirus hlavní příčinou gastroenteritidy u dospělých, kde způsobuje více než 90 % případů nemoci. Tyto lokální epidemie se typicky objevují u skupin lidí, kteří tráví čas ve vzájemné těsné fyzické blízkosti, například na výletních plavbách zámořských lodí, v nemocnicích či v restauracích. Lidé mohou zůstat nositeli infekce i po odeznění průjmu. U dětí je norovirus původcem přibližně 10 % onemocnění.

### Bakteriální původ

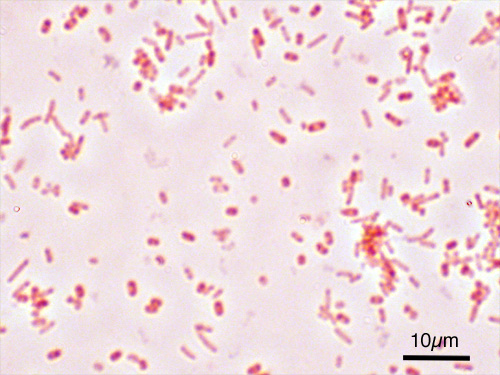
Sérotyp Salmonella enterica Typhimurium (ATCC 14028) pohledem mikroskopu při 1000násobném zvětšení a po Gramově barvení.

V rozvojových zemích je hlavní příčinou bakteriální gastroenteritidy bakterie Campylobacter jejuni, přičemž polovina těchto případů je vyvolána kontaktem s drůbeží. U dětí jsou bakterie příčinou nemoci v asi 15 % případů; mezi nejběžnější původce patří bakterie Escherichia coli a bakterie rodu Salmonella, Shigella a Campylobacter. Pokud jsou potraviny kontaminovány bakteriemi a pak po několik hodin uchovávány při pokojové teplotě, bakterie se rozmnoží a zvýší se tak riziko nákazy těch, kteří kontaminované potraviny zkonzumují. K potravinám běžně spojovaným s onemocněním patří mimo jiné syrové nebo nedovařené maso, kuřecí maso, plody moře a vejce, syrové klíčky a výhonky, nepasterované mléko, měkké sýry a ovocné a zeleninové šťávy. V rozvojových zemích, zvláště v subsaharské Africe a v Asii, je běžnou příčinou gastroenteritidy cholera. Tato infekce se obvykle přenáší kontaminovanou vodou či potravinami.
Velmi častou příčinou průjmů, vyskytující se zejména u starších osob, je toxigenní bakterie Clostridioides difficile. Děti mohou tyto bakterie přenášet, aniž by se u nich rozvinuly symptomy onemocnění. Jde o obvyklou příčinu průjmu u hospitalizovaných osob, jež je často dávána do souvislosti s užíváním antibiotik. Infekční průjem u osob užívajících antibiotika může být způsoben i bakterií Staphylococcus aureus (zlatý stafylokok). Takzvaný „cestovatelský průjem“ je obvykle jedním z typů bakteriální gastroenteritidy. Zdá se, že léky potlačující tvorbu žaludečních kyselin významným způsobem zvyšují riziko infekce po styku s mnoha typy organismů, včetně bakterie Clostridioides difficile a bakterií rodu Salmonella a Campylobacter. Riziko je vyšší u osob, kterým jsou podávány inhibitory protonové pumpy, než u těch, kteří užívají léky zvané antagonisté H2 receptorů.

### Parazitický původ
Gastroenteritidu může způsobit i řada prvoků; nejčastěji jde o parazitického prvoka Giardia lamblia (lamblie střevní), příčinou však mohou být i představitelé druhu Entamoeba histolytica (měňavka úplavičná) a rodu Cryptosporidium. Jako skupina stojí tito původci za přibližně 10 % případů onemocnění u dětí. Přestože se prvoci rodu Giardia běžněji vyskytují v rozvojových zemích, způsobují tento typ onemocnění do určité míry prakticky po celém světě. Choroba se často vyskytuje u osob, které podnikly cestu do oblastí s vysokou mírou výskytu, u dětí navštěvujících mateřské školy, u mužů praktikujících pohlavní styk s jinými muži a v období po přírodních katastrofách.

### Přenos
K přenosu onemocnění může docházet prostřednictvím konzumace kontaminované vody nebo v případě, kdy lidé sdílejí předměty osobní potřeby. V oblastech, kde se střídají období sucha a dešťů, se kvalita vody během období dešťů obvykle zhoršuje, což koresponduje s obdobími vypuknutí epidemie nemoci. V oblastech se střídajícími se obdobími jsou infekce běžnější v zimním období. V celosvětovém měřítku je významnou příčinou nemoci rovněž krmení dětí kojeneckým mlékem z nesprávně dezinfikovaných lahví. Míra úspěšnosti přenosu rovněž souvisí se špatnou hygienou, a to zvláště u dětí, v početných domácnostech a u osob s předcházející nevhodnou skladbou výživy. Po vypěstování tolerance mohou dospělí přenášet určité organismy, aniž by se u nich projevily příznaky či symptomy nemoci, a tudíž se stát jakýmisi přirozenými zdroji nákazy. Zatímco někteří činitelé (například Shigella) ohrožují pouze primáty, jiní způsobují onemocnění u široké škály zvířat (například Giardia).

### Neinfekční příčiny
Existuje rovněž několik neinfekčních příčin zánětu trávicí soustavy. Mezi ty běžnější patří podávání léků (např. NSAID) nebo určitých potravin, jako například laktózy (těm, kteří jsou na laktózu intolerantní) a lepku (osobám trpícím celiakií). Další neinfekční příčinou (často vážné) gastroenteritidy je Crohnova choroba. Gastroenteritida může být vyvolána i na základě působení toxinů. K chorobám souvisejícím s konzumací jídla a doprovázeným nevolností, zvracením a průjmem mimo jiné patří otrava ciguatera vyvolaná konzumací kontaminovaného masa dravých ryb, scombroid syndrom související s konzumací určitých typů zkaženého rybího masa, otrava tetrodotoxinem v důsledku konzumace masa čtverzubce nebo botulismus, vzniklý typicky v důsledku konzumace nesprávně konzervovaných potravin.

## Patofyziologie
Gastroenteritida je definována jako zvracení či průjem v důsledku infekce postihující tenké či tlusté střevo. Změny probíhající v tenkém střevě jsou typicky nezánětlivé, zatímco změny v tlustém střevě mají zánětlivý charakter. Počet patogenů potřebných k propuknutí infekce se liší od jednoho (u parazitů rodu Cryptosporidium) až k 108 (u bakterií Vibrio cholerae).

## Diagnóza
Gastroenteritida je obvykle diagnostikována klinicky na základě příznaků a symptomů, které se u nemocného projevují. Určení přesné příčiny obvykle není nutné, jelikož nemá vliv na způsob léčby, nicméně u osob, v jejichž stolici byla zjištěna krev, u těch, kde mohlo dojít k otravě jídlem, a u pacientů, kteří nedávno cestovali do rozvojových zemí, se doporučuje provést rozbor stolice. Pro kontrolu lze rovněž provést diagnostické testy. Jelikož se přibližně u 10 % nemluvňat a malých dětí dostavuje hypoglykémie, doporučuje se u této věkové skupiny stanovení koncentrace glukózy v séru. V případě obav z vážné dehydratace by měla být zkontrolována také hladina elektrolytů v těle a funkce ledvin.

### Dehydratace
Ověření skutečnosti, zda dotyčná osoba trpí dehydratací či nikoliv, je důležitou součástí posouzení jejího stavu. Dehydratace se dále typicky dělí na mírnou (3–5 %), středně těžkou (6–9 %) a těžkou (≥10 %). U dětí jsou nepřesnějšími příznaky středně těžké či těžké dehydratace delší čas kapilárního návratu, snížená pružnost pokožky a abnormální dýchání. K dalším symptomům napomáhajícím rozpoznat dehydrataci (při kombinaci příznaků) patří zapadlé oči, snížená aktivita, nedostatečná tvorba slz a sucho v ústech. O dostatečné hydrataci naopak svědčí normální produkce moči a orální příjem tekutin. Laboratorní testy mají při určování stupně dehydratace v klinické praxi jen malý užitek.

### Diferenciální diagnostika
Ostatní potenciální příčiny příznaků a symptomů podobných těm, jež se objevují u gastroenteritidy a které je třeba vyloučit, zahrnují zánět slepého střeva, volvulus, zánětlivé onemocnění střev, infekci močových cest a cukrovku. Uvážena by měla být rovněž pankreatická nedostatečnost, syndrom krátkého střeva, Whippleova choroba, celiakie a nadužívání laxativ. Diferenciální diagnostika může být poněkud obtížná, pokud dotyčná osoba pouze zvrací nebo má průjem (vyskytuje se jen jeden z obou symptomů).
Zánět slepého střeva může až v 33 % případů doprovázet zvracení, bolesti břicha a mírný průjem. To je v rozporu se silným průjmem typickým pro gastroenteritidu. Zvracení či průjem mohou u dětí způsobit rovněž infekce plic nebo močových cest. Při klasické diabetické ketoacidóze (DKA) se objevují bolesti břicha, nevolnost a zvracení, nikoliv však průjem. Jedna ze studií prokázala, že u 17 % dětí s DKA byla původně diagnostikována gastroenteritida.

## Prevence

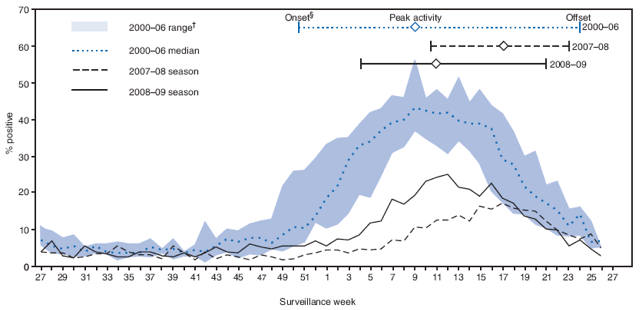
Procentní množství testů na rotaviry s pozitivními výsledky během týdne sledování, Spojené státy, červenec 2000 – červen 2009.

### Životní styl
Pro snížení počtu infekcí klinicky významné gastroenteritidy jsou důležité dodávky snadno dostupné nekontaminované vody a dodržování správných hygienických návyků. Bylo prokázáno, že opatření na osobní úrovni (například mytí rukou) dokázala v rozvinutých i rozvojových zemích snížit počet případů a rozšíření gastroenteritidy až o 30 %. Účinné může být i používání gelů na bázi alkoholu. Kojení, stejně jako všeobecné zlepšení hygienických podmínek, je důležité zejména v místech se špatnou hygienou. Mateřské mléko snižuje četnost infekcí i dobu jejich trvání. Účinné by mělo být rovněž zamezení kontaktu s kontaminovanými potravinami a nápoji.

### Vakcinace
V roce 2009 doporučila Světová zdravotnická organizace podávání rotavirové vakcíny dětem na celém světě, a to na základě její účinnosti a bezpečnosti. V současné době existují dvě komerční rotavirové vakcíny a několik dalších je ve fázi vývoje. V Africe a Asii tyto vakcíny snížily výskyt závažné formy onemocnění u nemluvňat a v zemích, které zavedly národní imunizační programy, došlo ke snížení výskytu onemocnění i jeho závažnosti. Tato vakcína může rovněž zabránit propuknutí nemoci u nevakcinovaných dětí v důsledku snížení počtu kolujících infekcí. Od roku 2000 došlo díky realizaci programu rotavirové vakcinace ve Spojených státech k významnému snížení počtu případů průjmu až o 80 procent. První dávka vakcíny by měla být podána novorozeňatům mezi 6. a 15. týdnem života. Orálně podávaná vakcína proti choleře vykázala v průběhu 2 let účinnost 50–60 %.

## Léčba
Gastroenteritida je obvykle akutní a spontánně odeznívající onemocnění, které nevyžaduje léčbu léky. Upřednostňovaným způsobem léčby osob trpících mírnou až středně těžkou dehydratací je orální rehydratační terapie (ORT). U některých dětí však může být vhodné podání metoklopramidu a/nebo ondansetronu, při léčbě bolestí břicha pak může být užitečný butylskopolamin.

### Rehydratace
Primárním způsobem léčby gastroenteritidy u dětí i dospělých je doplnění tekutin - rehydratace. Té se nejlépe dosáhne prostřednictvím pití, ačkoli v případě poruchy vědomí nebo těžké dehydratace se zvracením může být nezbytné přistoupit k nitrožilnímu podání tekutin . Orálně podávané prostředky rehydratace obsahující komplexní cukry (tj. cukry vyráběné z pšenice či rýže) mohou být účinnější než produkty založené na cukrech jednoduchých. Nápoje s obzvlášť vysokým obsahem jednoduchých cukrů, jako například limonády a ovocné džusy, nejsou doporučovány dětem mladším 5 let, jelikož mohou zvýšit riziko průjmu. Pokud specifické a účinné rehydratační přípravky nejsou dostupné nebo pacientovi nechutnají, lze použít čistou vodu. Ve zdůvodněných případech lze pro podání tekutin malým dětem použít nasogastrickou sondu.

### Dieta
Doporučuje se, aby bezprostředně po skončení orální rehydratace (ORT) byly kojené děti nadále krmeny obvyklým způsobem a kojencům krmeným umělou výživou aby bylo opět podáváno kojenecké mléko. Obvykle není nutné podávat bezlaktózové kojenecké mléko nebo mléko se sníženým obsahem laktózy. Během záchvatů průjmu by děti měly dostávat obvyklou stravu s výjimkou potravin obsahujících vysoký podíl jednoduchých cukrů. Takzvaná dieta BRAT, spočívající v konzumaci banánů, rýže, jablečného protlaku, toastů a čaje, se již nedoporučuje, neboť neobsahuje dostatek živin a ve srovnání s normální stravou nepřináší žádné výhody. U některých probiotik bylo prokázáno, že pomáhají ke zkrácení doby nemoci a snížení frekvence stolice. Mohou být rovněž prospěšná při prevenci a léčbě průjmu po užití antibiotik. Zakysané mléčné výrobky (jako například jogurt) mají podobné účinky. Rovněž zinek jako doplněk stravy se zdá být při léčbě i prevenci průjmu u dětí v rozvojovém světě účinný.

### Antiemetika
Antiemetika mohou být účinná při léčbě zvracení u dětí. Jistá pozitiva vykazuje ondansetron, jehož jediná dávka může snížit nutnost podání nitrožilního roztoku, počet hospitalizací a frekvenci zvracení. Pomoci může i metoklopramid. Užívání ondansetronu by však mohlo být příčinou častějších návratů do nemocnice u dětí. Ondansetron připravený pro nitrožilní aplikaci lze podat i orálně, existují-li k tomu klinicky opodstatněné důvody. Dimenhydrinát nevykazuje významnější klinické účinky, i když omezuje zvracení.

### Antibiotika
Antibiotika nejsou k léčbě gastroenteritidy zpravidla předepisována, i když se jejich užití občas doporučuje v případě zvláště závažných symptomů nebo v případě, že existuje podezření na snadno léčitelnou bakteriální infekci či pokud byla tato infekce prokázána. Pokud je nutné nasadit antibiotika, obvykle jsou předepsány makrolidy (jako například azitromycin), jimž je v důsledku nižší míry rezistence dávána přednost před fluorochinolonem. Pseudomembranózní kolitidu, obvykle způsobenou užíváním antibiotik, lze zmírnit ukončením užívání léčivého prostředku, jenž ji způsobil, a léčit buď pomocí metronidazolu nebo vankomycinu. K bakteriím a prvokům, jež lze snadno léčit, řadíme bakterie rodu Shigella Salmonella typhi a Giardia. Pacientům napadeným bakteriemi rodu Giardia nebo parazitickým prvokem Entamoeba histolytica je doporučována léčba tinidazolem, jenž přináší lepší výsledky než metronidazol.Světová zdravotnická organizace (WHO) doporučuje předepisování antibiotik malým dětem trpícím současně krvavým průjmem i horečkou.

### Přípravky proti průjmu
Léky proti průjmu přinášejí teoretické riziko komplikací, a i když klinické zkušenosti prokázaly, že riziko není příliš vysoké, nejsou tyto prostředky předepisovány nemocným s krvavým průjmem nebo průjmem komplikovaným horečkou. Loperamid, opioidový analog, se pro symptomatickou léčbu průjmu běžně používá. Není však doporučován k léčbě dětí, neboť může překonat nezralou hematoencefalickou bariéru a způsobit otravu. Subsalicylan bismutitý, nerozpustný komplex trojmocného bismutu a salicylátu, lze u mírných až středně těžkých případů použít, teoreticky je však možná otrava salicyláty.

## Epidemiologie

Rok života ovlivněný nezpůsobilostí u průjmu na 100 000 obyvatel v roce 2004.

Odhaduje se, že každým rokem se na světě vyskytne tři až pět miliard případů gastroenteritidy, postihujících zejména děti a obyvatele rozvojových zemí. Na následky nemoci zemřelo v roce 2008 přibližně 1,3 miliónu dětí mladších pěti let, přičemž k většině úmrtí došlo v nejchudších zemích světa. Více než 450 000 těchto úmrtí u dětí mladších 5 let bylo způsobeno v důsledku napadení rotaviry.Cholera stojí za přibližně třemi až pěti milióny případů gastroenteritidy a je příčinou úmrtí asi 100 000 lidí ročně. V rozvojových zemích se děti mladší dvou let nezřídka nakazí infekcí, jejímž následkem je klinicky významná gastroenteritida, šestkrát ročně i častěji. U dospělých je onemocnění méně běžné – částečně i díky získané imunitě.
V roce 1980 způsobila gastroenteritida – ze všech ostatních příčin – 4,6 miliónu dětských úmrtí, většinou v rozvojových zemích. Do roku 2000 se počet úmrtí významně snížil (na přibližně 1,5 miliónu úmrtí ročně), a to zejména díky zavedení a širokému využití orální rehydratační terapie. Ve Spojených státech jsou infekce působící gastroenteritidu druhou nejrozšířenější infekcí (po nachlazení) a mají za následek 200 až 375 miliónů případů akutního průjmu a kolem deseti tisíc úmrtí ročně, z čehož 150 až 300 jsou děti mladší pěti let.
Gastroenteritida je každoročně hlavním důvodem 3,7 miliónu návštěv u lékaře ve Spojených státech a 3 miliónů návštěv u lékaře ve Francii. Byl vysloven odhad, že ve Spojených státech stojí gastroenteritida jako celek 23 miliard dolarů ročně; náklady na léčbu gastroenteritidy způsobené rotavirem se odhadují na přibližně 1 miliardu dolarů ročně. Nemoc sehrála důležitou roli v mnoha vojenských akcích a existuje domněnka, že dala vzniknout úsloví „bez odvahy není slávy“ („no guts no glory“ – guts je hovorový výraz pro odvahu, ale i označení pro vnitřnosti).

## Výskyt u zvířat
Gastroenteritidu psů a koček způsobuje řada týchž činitelů jako u člověka. Nejběžnějšími původci jsou následující organismy – Campylobacter, Clostridioides difficile, Clostridium perfringens a Salmonella. Symptomy mohou být vyvolány i mnoha jedovatými rostlinami. Někteří původci nemoci napadají jen jisté zvířecí druhy. Koronavirus přenosné gastroenteritidy (TGEV) se objevuje u prasat a způsobuje zvracení, průjem a dehydrataci. Vědci se domnívají, že virus je na prasata přenášen volně žijícími ptáky. Specifická léčba onemocnění neexistuje, choroba však není přenosná na člověka.